# Ásmundur Guðmundsson

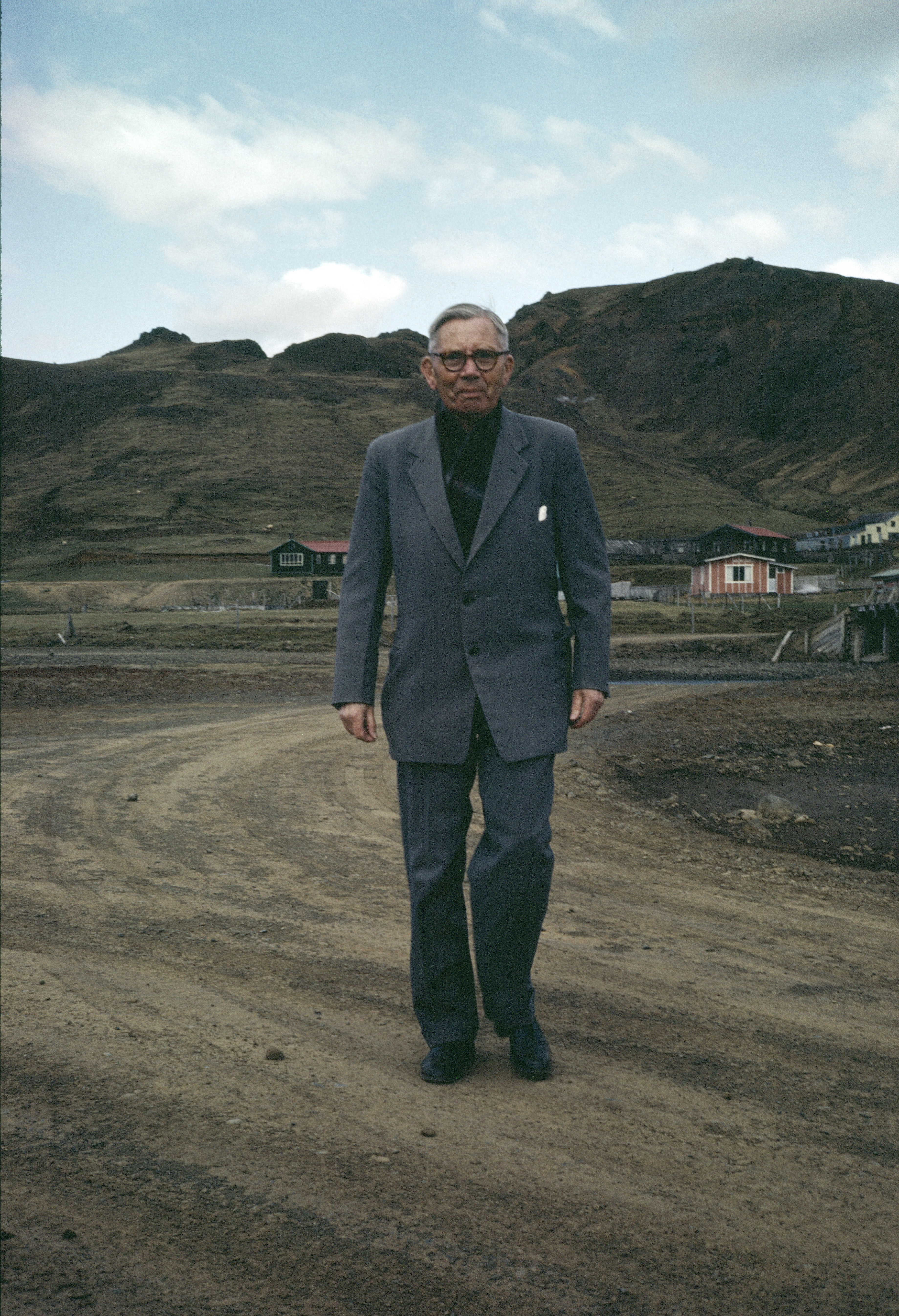
Ásmundur Guðmundsson ca. 1963

Ásmundur Guðmundsson (* 6. Oktober 1888 in Reykholt (Borgarbyggð); † 29. Mai 1969 in Reykjavík) war ein isländischer evangelisch-lutherischer Theologe. Von 1954 bis 1959 war er Bischof von Island.

## Leben
Der Sohn des Pfarrers und Propstes Guðmundur Helgason war nach seinem Studium der Theologie zunächst Leiter einer Schule im ostisländischen Eiðar. Schon 1917 bemühte er sich um eine Dozentur an der Universität Island, die er 1929 schließlich erhielt. 1934 erfolgte die Ernennung zum Professor. Von 1951 bis 1953 stand er der staatlichen Universitätslotterie vor. Am 30. Januar 1954 wurde er in der Domkirche von Reykjavík zum Bischof geweiht. Er blieb fünf Jahre lang, bis 1959, Oberhaupt der Isländischen Staatskirche. Im Juni 1954 verlieh ihm die Universität Island die Ehrendoktorwürde.
Ásmundur Guðmundsson war mit Steinunn Sigríður Magnúsdóttir verheiratet und hatte mit ihr sieben Kinder.

## Auszeichnungen
- 1946 Ritter des Falkenordens
- 1954 Kommandeur mit Stern des Falkenordens
- 1959 Großkreuz des Falkenordens

## Schriften
- Samstofna guðspjöllin. Uppruni þeirra og afstaða sín í milli  [Die synoptischen Evangelien. Ihre Entstehung und ihr Verhältnis zueinander], Reykjavík 1938.
- Zusammen mit Magnús Jónsson: Jórsalaför. Ferðaminningar frá Landinu helga. Reykjavík 1940.
- Saga Ísraelsþjóðarinnar, Reykjavík 1948.
- The Supreme Life, Reykjavík 1964.

| Vorgänger            | Amt                          | Nachfolger           |
| -------------------- | ---------------------------- | -------------------- |
| Sigurgeir Sigurðsson | Bischof von Island 1954–1959 | Sigurbjörn Einarsson |

| Personendaten    | Personendaten                           |
| ---------------- | --------------------------------------- |
| NAME             | Ásmundur Guðmundsson                    |
| ALTERNATIVNAMEN  | Guðmundsson, Ásmundur                   |
| KURZBESCHREIBUNG | Oberhaupt der Isländischen Staatskirche |
| GEBURTSDATUM     | 6. Oktober 1888                         |
| GEBURTSORT       | Reykholt (Borgarbyggð)                  |
| STERBEDATUM      | 29. Mai 1969                            |
| STERBEORT        | Reykjavík                               |